# Ротный пулемёт

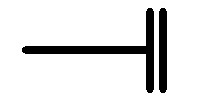
Обозначение (топографический условный знак) ротного пулемёта на топографических картах

Ротный пулемёт (пулемёт ротного уровня) — подкласс в классификации пехотных пулемётов по их тактическому назначению. 
Ротный пулемёт обычно относится к пулемётам с дальностью эффективной стрельбы около 1 000 метров и предназначенным для ведения огневой поддержки подразделений не менее, чем ротного состава. Как правило, такое оружие должно обладать практической скорострельностью не менее чем 250 выстрелов в минуту очередями по 10—15 выстрелов, причём в требования включается техническая возможность отстрелять 1 000 патронов без порчи матчасти.
При строевой стойке с оружием в ВС России ручной (ротный) пулемёт требуется держать у ноги свободно опущенной правой рукой так, чтобы приклад стоял затыльником на земле, касаясь ступни правой ноги военнослужащего.

## Модели ротных пулемётов
Ниже представлены модели некоторых ротных пулемётов:
- РП-46, образца 1946 года.
- Пулемёт Калашникова, образца 1961 года.
- ПКМ, образца 1967 года.
- ПКП, образца 2000 года.